# Maxi López
Maximiliano Gastón López (Buenos Aires, 3 de abril de 1984), conocido como Maxi López, es un exfutbolista, empresario y dirigente argentino. Jugaba como delantero y su último club fue la Società Sportiva Sambenedettese.

## Carrera

### River Plate
Maximiliano López nació el 3 de abril de 1984 en Buenos Aires. En 1997 llegó a la pre-novena de River Plate. Fue goleador de la séptima categoría y campeón de la misma. Debutando en el primer equipo con la camiseta número 7 y con tan sólo 17 años, el 22 de julio de 2001, en un partido de la Copa Mercosur, bajo la dirección de Ramón Ángel Díaz. El 19 de agosto de 2001 hizo su debut en la primera división del fútbol argentino ante Talleres por la primera fecha del Torneo Apertura 2001 en un partido que River ganaría 3 a 1.

### F. C. Barcelona
El club catalán le ficha por seis millones de euros. Debuta en la Primera División de España el 6 de febrero de 2005, disputando los últimos 13 minutos en el partido en que Barcelona perdería 0-2 ante el Atlético de Madrid. Sin embargo, el 30 de abril de ese año sufrió la rotura del quinto metatarsiano del pie derecho, alejándose de los campos durante varios meses.
Ya recuperado de su lesión, su debut como titular en el equipo fue en un empate a 0 contra el Espanyol. Con este equipo consiguió el campeonato de la Liga Española 2004-05 y la Supercopa de España. En esta temporada su actuación más destacada fue el partido de ida de octavos de final de la Liga de Campeones de la UEFA contra el Chelsea, partido en el que marcó un gol, tras pase de Eto'o, regate a Gallas y disparo que bate a Petr Čech. Además dio una asistencia para cerrar el 2 a 1 final que, pese a todo, no serviría para lograr la clasificación a cuartos de final.
En 2006 consiguió el campeonato de liga temporada 2005-06 y ganó la final de la Liga de Campeones de la UEFA frente al Arsenal. López apenas contó para Frank Rijkaard, jugando muy pocos minutos en sus dos temporadas en el club azulgrana. Otros jugadores como Henrik Larsson, Santiago Ezquerro o el entonces debutante Lionel Messi tuvieron más oportunidades que él desde el banquillo. En la Liga 2005-06 no consiguió ningún gol con el Barcelona, su actuación más destacada fue en una victoria por 1-4 ante el Real Betis en la que dio dos asistencias. Su único gol de la temporada fue de penal en una goleada al Zamora de 2ªB en la Copa del Rey. El jugador declaró priorizar el aprendizaje por encima de los intereses económicos o las transferencias.

### R. C. D. Mallorca
El 14 de junio de 2006, tras el fichaje de Eidur Gudjohnsen por el Barcelona, fue cedido al Mallorca con la etiqueta de "Drogba blanco", marcando tres tantos en la Liga 2006-07.

### F. C. Moscú
El 16 de agosto de 2007, López firmó por el Football Club Moscú, después de una tasa de transferencia de 2 millones de € que se acordó con el Barcelona. Con el club, Maxi jugó 22 partidos de la liga marcando 9 goles, pero el 13 de febrero de 2009, Grêmio consigue su cesión de 1 año. Durante su cesión, el delantero consiguió 11 goles en 25 partidos de liga, y fue seguido por varios clubes europeos, entre ellos Catania, Chievo Verona, Genoa, Ajax y Wolfsburgo.

### Grêmio F. B. P. A.
El 13 de febrero de 2009, Grêmio anunció el fichaje del jugador cedido por el Moscú, con una opción para comprar el 50% de los derechos federativos del jugador al final del préstamo fijado en € 1,5 millones. El comercio se ha caracterizado por largas negociaciones, que duraron más de cuarenta y cinco días. La duración del nuevo contrato del jugador es de un año. Al final, López aceptó un sueldo de alrededor de 90.000 dólares por mes.
López debutó oficialmente en Grêmio el 8 de marzo de 2009, en un partido del Campeonato Gaúcho 2009 contra Santa Cruz. El partido terminó 3-2 y el delantero no anotó ningún gol.
El argentino debutó oficialmente en el Estadio Olímpico Monumental el 18 de marzo de 2009 contra el San José-POA, llegando en el minuto 23 del segundo tiempo y anotó un hermoso gol a los 41 minutos.
El 24 de junio de 2009, López fue acusado por los jugadores contrarios de racista, en un partido de las semifinales de la Copa Libertadores. El jugador fue citado a declarar y luego investigación abierta. López negó la acusación y nada ha sido probado.
López anotó cuatro goles en la Copa Libertadores 2009, siendo uno de los máximos goleadores del equipo. El 19 de julio de 2009, el ex-River hizo el gol que aseguró la victoria en el Grenal.
De acuerdo con la Junta Directiva, se hizo un contrato de tres años con el jugador. El 29 de diciembre de 2009, el Sindicato de efectuado el depósito de la cantidad en la corte y se ejerce el derecho de compra del 50% del pase jugador. El propio jugador tendría que pasar a un millón de euros al Moscú por su liberación. Sin embargo, López se fue sin tocar el dinero. Como consecuencia de ello, tendría que comparecer en una audiencia en el Tribunal de Trabajo.
El 4 de enero de 2010, Maxi envió un telegrama informando a la dirección de la Cofradía que ya no quería jugar para el club. A medida que Grêmio se usó de su derecho y depositó la suma de 1,5 millones de euros, entiende que López todavía tenía contrato con el club. El jugador, sin embargo, pasó a hacer más parte de la selección.

### Catania
El 20 de enero de 2010, el Calcio Catania, club siciliano de la Serie A italiana, confirma el fichaje del delantero argentino.

### A. C. Milan
El viernes 27 de enero de 2011, ficha por el Milan. En principio estaría en el conjunto de San Siro por lo que restaba de la actual campaña (6 meses) mediante una cesión que costó 500.000 euros, más otros 8.500.000 si el Milan decidía hacerse con toda su ficha. Finalmente, en mayo del mismo año, el Milan decide no hacer uso de la opción y el jugador regresa al Catania. Anotaría 2 goles con el rossonero, ante Udinese en Serie A, para empatar el juego a 1, y luego le daría una asistencia a Stephan El Shaarawy para darle la victoria al Milan en el Friulli. El otro gol fue ante la Juventus en Copa Italia, donde pondría a ganar al Milan 1-2 en el Juventus Stadium y forzar la prórroga en dicho partido.

### U. C. Sampdoria
El 10 de julio de 2012, la Sampdoria, club de la Seria A italiana, se hizo con los servicios del delantero gracias a una cesión por una temporada. En febrero de 2014 regresó al club e hizo un gol en su partido debut.

### A. C. Chievo Verona
El 30 de junio de 2014, López se va cedido un año al Chievo Verona con una opción para extender su contrato por un año más. Hizo su debut en el primer día de la temporada 2014-15 Serie A, el 30 de agosto contra la Juventus, jugando los 90 minutos completos de una derrota por 1-0 en casa. En su segundo partido, el 14 de septiembre, anotó el único gol del Chievo que derrotó a Napoli.

### Torino F. C.
El 13 de enero de 2015, López se unió a Torino, firmando un contrato de seis meses con una opción por otro año. Debutó el día siguiente contra la Lazio en la segunda ronda de la Copa Italia.
El 18 de enero, anotó su primer gol para el Torino, contra Cesena en una victoria 3-2 de Torino. El 19 de febrero, anotó dos goles durante la ronda de treintaidosavos de final de la Liga Europa de la UEFA ante el Athletic Club, logrando así marcar en cinco ligas diferentes (argentino, español, ruso, brasileño e italiano) y en todas las competiciones internacionales (Copa Libertadores, Copa Sudamericana, Liga de Campeones y Liga Europea). Marcó de nuevo en la victoriosa vuelta en España siete días después, y luego en la Jornada 28 de la liga en Parma. El 17 de mayo, anotó los dos goles para Torino en la Serie A en la victoria por 2-0 sobre su antiguo club Chievo Verona.
Después de renovar por otro año, el 24 de noviembre de 2015 López firmó un nuevo contrato con Torino hasta 2018.

## Selección nacional
Nunca fue internacional con la selección argentina, aunque sí con las categorías inferiores. Participó en las selecciones Sub-15, Sub-17 y Sub-20, consiguiendo el subcampeonato en el Sudamericano sub-17 Perú 2001, el cuarto puesto en el Campeonato Mundial en el Mundial sub-17 en Trinidad y Tobago 2001, el Torneo Sudamericano Sub-20 en el año 2003 en Uruguay y el Campeonato Panamericano del 2003, donde marcó un gol en la final ante Brasil. Además obtuvo el segundo lugar en el Panamericano sub-17 del año 2001 y el mundial sub-20 en el 2003. Acumuló un total de 8 goles en 29 partidos con la selección.

## Estadísticas

### En clubes
| Club                       | Div           | Temporada     | Liga  | Liga  | Regionales(1) | Regionales(1) | Copas nacionales(2) | Copas nacionales(2) | Torneos internacionales(3) | Torneos internacionales(3) | Total | Total | Media goleadora(3) |
| Club                       | Div           | Temporada     | Part. | Goles | Part.         | Goles         | Part.               | Goles               | Part.                      | Goles                      | Part. | Goles | Media goleadora(3) |
| -------------------------- | ------------- | ------------- | ----- | ----- | ------------- | ------------- | ------------------- | ------------------- | -------------------------- | -------------------------- | ----- | ----- | ------------------ |
| River Plate Argentina      |               |               |       |       |               |               |                     |                     |                            |                            |       |       |                    |
| 1.ª                        | 2001-02       | 17            | 1     | —     | —             | —             | —                   | 2                   | 0                          | 19                         | 1     | 0,05  |                    |
| 1.ª                        | 2002-03       | 6             | 1     | —     | —             | —             | —                   | 1                   | 0                          | 7                          | 1     | 0,14  |                    |
| 1.ª                        | 2003-04       | 17            | 6     | —     | —             | —             | —                   | 8                   | 2                          | 25                         | 8     | 0,32  |                    |
| 1.ª                        | 2004          | 16            | 5     | —     | —             | —             | —                   | 2                   | 1                          | 18                         | 6     | 0,33  |                    |
| Total club                 | Total club    | 56            | 13    | 0     | 0             | 0             | 0                   | 13                  | 3                          | 69                         | 16    | 0,23  |                    |
| FC Barcelona · España      |               |               |       |       |               |               |                     |                     |                            |                            |       |       |                    |
| 1.ª                        | 2004-05       | 8             | 0     | —     | —             | —             | —                   | 2                   | 1                          | 10                         | 1     | 0,10  |                    |
| 1.ª                        | 2005-06       | 6             | 0     | —     | —             | 2             | 1                   | 1                   | 0                          | 9                          | 1     | 0,11  |                    |
| Total club                 | Total club    | 14            | 0     | 0     | 0             | 2             | 1                   | 3                   | 1                          | 19                         | 2     | 0,10  |                    |
| RCD Mallorca · España      |               |               |       |       |               |               |                     |                     |                            |                            |       |       |                    |
| 1.ª                        | 2006-07       | 29            | 3     | —     | —             | 2             | 2                   | —                   | —                          | 31                         | 5     | 0,16  |                    |
| Total club                 | Total club    | 29            | 3     | 0     | 0             | 2             | 2                   | 0                   | 0                          | 31                         | 5     | 0,16  |                    |
| FC Moscú · Rusia           |               |               |       |       |               |               |                     |                     |                            |                            |       |       |                    |
| 1.ª                        | 2007          | 9             | 6     | —     | —             | —             | —                   | —                   | —                          | 9                          | 6     | 0,66  |                    |
| 1.ª                        | 2008          | 13            | 3     | —     | —             | 1             | 0                   | 1                   | 0                          | 15                         | 3     | 0,20  |                    |
| Total club                 | Total club    | 22            | 9     | 0     | 0             | 1             | 0                   | 1                   | 0                          | 24                         | 9     | 0,37  |                    |
| Grêmio FBPA · Brasil       |               |               |       |       |               |               |                     |                     |                            |                            |       |       |                    |
| 1.ª                        | 2009          | 25            | 12    | 7     | 1             | —             | —                   | 9                   | 4                          | 41                         | 17    | 0,41  |                    |
| Total club                 | Total club    | 25            | 12    | 7     | 1             | 0             | 0                   | 9                   | 4                          | 41                         | 17    | 0,41  |                    |
| Calcio Catania · Italia    |               |               |       |       |               |               |                     |                     |                            |                            |       |       |                    |
| 1.ª                        | 2009-10       | 17            | 11    | —     | —             | —             | —                   | —                   | —                          | 17                         | 11    | 0,64  |                    |
| 1.ª                        | 2010-11       | 35            | 8     | —     | —             | 2             | 2                   | —                   | —                          | 37                         | 10    | 0,27  |                    |
| 1.ª                        | 2011-12       | 14            | 3     | —     | —             | 2             | 2                   | —                   | —                          | 16                         | 5     | 0,31  |                    |
| 1.ª                        | 2013-14       | 12            | 1     | —     | —             | 1             | 0                   | —                   | —                          | 13                         | 1     | 0,07  |                    |
| Total club                 | Total club    | 78            | 23    | 0     | 0             | 5             | 4                   | 0                   | 0                          | 83                         | 27    | 0,32  |                    |
| AC Milan · Italia          |               |               |       |       |               |               |                     |                     |                            |                            |       |       |                    |
| 1.ª                        | 2011-12       | 8             | 1     | —     | —             | 2             | 1                   | 1                   | 0                          | 11                         | 2     | 0,18  |                    |
| Total club                 | Total club    | 8             | 1     | 0     | 0             | 2             | 1                   | 1                   | 0                          | 11                         | 2     | 0,18  |                    |
| UC Sampdoria · Italia      |               |               |       |       |               |               |                     |                     |                            |                            |       |       |                    |
| 1.ª                        | 2012-13       | 17            | 4     | —     | —             | 1             | 1                   | —                   | —                          | 18                         | 5     | 0,27  |                    |
| 1.ª                        | 2013-14       | 11            | 1     | —     | —             | —             | —                   | —                   | —                          | 11                         | 1     | 0,09  |                    |
| Total club                 | Total club    | 28            | 5     | 0     | 0             | 1             | 1                   | 0                   | 0                          | 29                         | 6     | 0,20  |                    |
| Chievo Verona · Italia     |               |               |       |       |               |               |                     |                     |                            |                            |       |       |                    |
| 1.ª                        | 2014-15       | 13            | 1     | —     | —             | 1             | 0                   | —                   | —                          | 14                         | 1     | 0,07  |                    |
| Total club                 | Total club    | 13            | 1     | 0     | 0             | 1             | 0                   | 0                   | 0                          | 14                         | 1     | 0,07  |                    |
| Torino FC · Italia         |               |               |       |       |               |               |                     |                     |                            |                            |       |       |                    |
| 1.ª                        | 2014-15       | 18            | 8     | —     | —             | 1             | 0                   | 4                   | 3                          | 23                         | 11    | 0,47  |                    |
| 1.ª                        | 2015-16       | 26            | 4     | —     | —             | 3             | 2                   | —                   | —                          | 29                         | 6     | 0,20  |                    |
| 1.ª                        | 2016-17       | 16            | 2     | —     | —             | 2             | 1                   | —                   | —                          | 18                         | 3     | 0,16  |                    |
| Total club                 | Total club    | 60            | 14    | 0     | 0             | 6             | 3                   | 4                   | 3                          | 70                         | 20    | 0,28  |                    |
| Udinese Calcio · Italia    |               |               |       |       |               |               |                     |                     |                            |                            |       |       |                    |
| 1.ª                        | 2017-18       | 28            | 2     | —     | —             | 1             | 4                   | —                   | —                          | 29                         | 6     | 0,21  |                    |
| Total club                 | Total club    | 28            | 2     | 0     | 0             | 1             | 4                   | 0                   | 0                          | 29                         | 6     | 0,21  |                    |
| Vasco da Gama · Brasil     |               |               |       |       |               |               |                     |                     |                            |                            |       |       |                    |
| 1.ª                        | 2018          | 19            | 7     | —     | —             | —             | —                   | —                   | —                          | 19                         | 7     | 0,36  |                    |
| 1.ª                        | 2019          | 13            | 2     | 6     | 1             | -             | -                   | —                   | —                          | 19                         | 4     | 0,21  |                    |
| Total club                 | Total club    | 19            | 7     | 5     | 1             | 2             | 1                   | 0                   | 0                          | 38                         | 11    | 0,28  |                    |
| FC Crotone · Italia        |               |               |       |       |               |               |                     |                     |                            |                            |       |       |                    |
| 2.ª                        | 2019-20       | 14            | 1     | —     | —             | 0             | 0                   | —                   | —                          | 14                         | 1     | 0,07  |                    |
| Total club                 | Total club    | 14            | 1     | 0     | 0             | 0             | 0                   | 0                   | 0                          | 14                         | 1     | 0,07  |                    |
| SS Sambenedettese · Italia |               |               |       |       |               |               |                     |                     |                            |                            |       |       |                    |
| 3.ª                        | 2020-21       | 23            | 3     | —     | —             | 1             | 0                   | —                   | —                          | 24                         | 3     | 0,12  |                    |
| Total club                 | Total club    | 23            | 3     | 1     | 0             | 1             | 0                   | 0                   | 0                          | 24                         | 3     | 0,12  |                    |
| Total carrera              | Total carrera | Total carrera | 408   | 90    | 12            | 21            | 23                  | 17                  | 32                         | 11                         | 501   | 126   | 0.25               |

### Hat-tricks
| 1 | 27 de octubre de 2007   | Eduard-Streltsov-Stadion, Rusia | F. C. Moscú - F. C. Amkar Perm  | Gol · Gol · Gol       | 3–1 | Liga Premier de Rusia 2007 |
| 2 | 30 de noviembre de 2017 | Dacia Arena, Italia             | Udinese Calcio - Perugia Calcio | Gol · Gol · Gol · Gol | 8–3 | Copa Italia 2017-18        |

## Palmarés

### Torneos nacionales
| Título              | Club            | País      | Año    |
| ------------------- | --------------- | --------- | ------ |
| Primera División    | River Plate     | Argentina | C-2002 |
| Primera División    | River Plate     | Argentina | C-2003 |
| Primera División    | River Plate     | Argentina | C-2004 |
| Liga de España      | F. C. Barcelona | España    | 2005   |
| Supercopa de España | F. C. Barcelona | España    | 2005   |
| Liga de España      | F. C. Barcelona | España    | 2006   |

### Torneos internacionales
| Título                | Club             | Sede          | Año  |
| --------------------- | ---------------- | ------------- | ---- |
| Sudamericano Sub-20   | Argentina Sub-20 | Montevideo    | 2003 |
| Juegos Panamericanos  | Argentina Sub-22 | Santo Domingo | 2003 |
| UEFA Champions League | F. C. Barcelona  | París         | 2006 |

## Vida privada
Tiene tres hermanos: Marcela, Jonathan y Ezequiel. Su padre murió cuando él tenía 13 años.
Se casó por civil el 23 de mayo de 2008, con Wanda Nara; concretándose la ceremonia religiosa y la fiesta de boda el día 31 de ese mes, con quien tiene tres hijos:   Valentino Gastón, nacido el 25 de enero de 2009; en el Sanatorio de la Trinidad, de Buenos Aires. El 19 de diciembre de 2010, en Catania; nació su segundo hijo, Constantino. En julio de 2011, se entera de que será papá por tercera vez. El 20 de febrero de 2012, en Milán; nace Benedicto. El 6 de noviembre de 2013, se da a conocer la separación del matrimonio; luego de cinco años. A partir de ese momento, se causaría revuelo; luego de que su compañero de club, Mauro Icardi; a quien conoció en Sampdoria, se pusiera en pareja y se casara con su exesposa (y tuviesen dos hijas juntos); en una acción que causó rechazo, tanto en la prensa; como en el medio futbolístico.
Desde el 14 de febrero de 2014, está en pareja con la modelo sueca; Daniela Christiansson.  El 26 de mayo de 2021, anunciaron que se habían comprometido en matrimonio; días antes, en el trigésimo cumpleaños de Christiansson; en San Benedetto del Tronto. El 26 de septiembre de 2022, anunciaron que esperaban un bebé. El 3 de noviembre, revelaron que sería una niña y el 31 de marzo de 2023, nació Elle; en el Hospital de St. Mary's de Londres.